# Jim Calhoun
James A. Calhoun, detto Jim (Braintree, 10 maggio 1942), è un allenatore di pallacanestro statunitense, membro del Naismith Memorial Basketball Hall of Fame dal 2005.

## Palmarès
- Campione NIT (1988)
- 3 volte campione NCAA (1999, 2004, 2011)
- Associated Press College Basketball Coach of the Year (1990)